# Heteromeringia nigripes
Heteromeringia nigripes är en tvåvingeart som beskrevs av Axel Leonard Melander och Argo 1924. Heteromeringia nigripes ingår i släktet Heteromeringia och familjen träflugor. Inga underarter finns listade i Catalogue of Life.